# Saison 6 de Mad Men
Chronologie
Saison 5 Saison 7
Cet article présente la sixième saison de la série télévisée américaine Mad Men.

## Distribution

### Acteurs principaux
- Jon Hamm (VF : Bruno Choël) : Don Draper (directeur de la création et associé principal)
- Elisabeth Moss (VF : Anne O'Dolan) : Peggy Olson (rédactrice en chef chez Cutler-Gleason-Chaough puis chez Sterling Cooper & Partners à l'épisode 7)
- Vincent Kartheiser (VF : Yoann Sover) : Pete Campbell (commercial et associé)
- January Jones (VF : Nathalie Karsenti) : Betty Francis
- Christina Hendricks (VF : Marine Jolivet) : Joan Harris (directrice des opérations de l'agence et associée)
- Aaron Staton (VF : Sébastien Desjours) : Ken Cosgrove (commercial)
- Rich Sommer (en) (VF : Vincent Ribeiro) : Harry Crane (directeur du service médias)
- Kiernan Shipka (VF : Corinne Martin) : Sally Draper
- Jessica Paré (VF : Charlotte Marin) : Megan Draper
- Kevin Rahm (VF : Pierre Tessier) : Ted Chaough (directeur de la création et associé principal chez Cutler-Gleason-Chaough puis chez Sterling Cooper & Partners à partir de l'épisode 7)
- Harry Hamlin (VF : Benoît Du Pac) : Jim Cutler (associé principal chez Cutler-Gleason-Chaough puis chez Sterling Cooper & Partners à partir de l'épisode 7)
- Christopher Stanley (en) (VF : Pierre Laurent) : Henry Francis
- Jay R. Ferguson (VF : Jérôme Pauwels) : Stan Rizzo (directeur artistique)
- Ben Feldman (VF : Julien Allouf) : Michael Ginsberg (rédacteur)
- Robert Morse (VF : Michel Prud'homme) : Bert Cooper (associé principal)
- John Slattery (VF : Éric Legrand) : Roger Sterling (associé principal)

### Acteurs récurrents
- Mason Vale Cotton (VF : Thomas Montero) : Bobby Draper
- Linda Cardellini (VF : Julie Turin) : Sylvia Rosen
- James Wolk (VF : Jérémy Bardeau) : Bob Benson (commercial)
- Brian Markinson (VF : Vincent Violette) : Dr. Al Rosen
- Teyonah Parris (VF : Agnès Cirasse) : Dawn Chambers
- Charlie Hofheimer (VF : Franck Mercadal) : Abe Drexler
- Talia Balsam : Mona Sterling
- Alison Brie (VF : Natacha Muller) : Trudy Campbell
- Pamela Dunlap (VF : Mireille Delcroix) : Pauline Francis
- Christine Estabrook (VF : Marie-Martine) : Gail Holloway
- Peyton List (VF : Olivia Luccioni) : Jane Sterling
- Ray Wise (VF : Michel Paulin) : Ed Baxter

## Liste des épisodes

### Épisodes 1 et 2:Ouvertures - Point de départ
- États-Unis : 7 avril 2013
- Québec : 11 et 18 juin 2014 à Télé-Québec[1]
- France : date inconnue sur Canal+
- Belgique : sur La Deux
- Suisse : sur RTS Un

- États-Unis : 3,37 millions de téléspectateurs[2]

### Épisode 3:Guerre de position
- États-Unis : 14 avril 2013
- Québec : 25 juin 2014 à Télé-Québec

- États-Unis : 2,66 millions de téléspectateurs[3]

C'est la soirée du nouvel an. Don et Megan la passent avec un couple d'amis voisins. Une fois le mari parti, Don s'échappe de son appartement et va retrouver la voisine avec qui il entretient une liaison. 
Pete invite une voisine à eux dans sa garçonnière et ils couchent ensemble. Une fois de plus, Pete et Don s'adonnent à l'adultère...
Pourtant, tout les oppose sur le plan professionnel. Ainsi, quand un client de Don exige que celui-ci présente une idée de campagne à ses supérieurs au nom de SCDP, Pete est prêt à l'accepter mais Don refuse, la jugeant mauvaise. Peggy, quant à elle, peine à encadrer son équipe, qui se révèle volontaire mais incompétente. 
Megan révèle à Don qu'elle a fait une fausse couche. 

### Épisode 4:Conquête de territoires
- États-Unis : 21 avril 2013
- Québec : 2 juillet 2014 à Télé-Québec

- États-Unis : 2,40 millions de téléspectateurs[4]

La liaison de Don et Sylvia se renforce, les deux amants se voyant de plus en plus souvent. 
SCDP prépare une idée de campagne avec une équipe réduite. Mais les conflits se multiplient au sein de l'agence. Ainsi, Joan est amenée à licencier Scarlett, une secrétaire qui s'était absentée pendant ses heures de travail en faisant poinçonner sa carte de présence par Dawn. Puis Joan elle-même est tenue de rendre des comptes à Harry Crane qui n'accepte pas le renvoi de sa secrétaire. Il intervient au cours d'une réunion entre associés et réclame lui aussi à en faire partie, estimant rapporter beaucoup d'argent à l'agence. 

### Épisode 5:Naufrage
- États-Unis : 28 avril 2013
- Québec : 9 juillet 2014 à Télé-Québec

- États-Unis : 2,38 millions de téléspectateurs[5]

Avril 1968. Peggy et Abe décident d'acheter un appartement.  Megan et Don se rendent à une soirée où Megan est nommée pour une campagne qu'elle avait réalisée avec SCDP. Peggy y participe aussi et les deux jeunes femmes se retrouvent avec plaisir. Roger y trouve un nouveau potentiel client, une compagnie d'assurance. 
Ginsberg, quant à lui, est présenté par son père à une ravissante institutrice. 

### Épisode 6:L'Union fait la force
- États-Unis : 5 mai 2013
- Québec : 16 juillet 2014 à Télé-Québec

- États-Unis : 2,45 millions de téléspectateurs[6]

Mai 1968. Le soir de la Fête des Mères, Roger organise un dîner d'affaires avec Don, Megan, sa mère et Herb Kemmel de Jaguar. Finalement, il ne viendra pas car il a trouvé un futur client potentiel extrêmement intéressant et le suit jusqu'à Detroit. Don ignore cela et malgré tout, il se comporte mal avec Herb qu'il déteste et perd le contrat Jaguar. De plus, il ignore que SCDP va entrer en bourse et que la perte de ce contrat va tout faire capoter. 
Lorsque Pete apprend la perte de Jaguar, il est furieux et lui hurle dessus devant tout le monde. Heureusement, Roger arrive ensuite avec une bonne nouvelle : il a séduit Chevrolet. 
Megan se sent de plus en plus insatisfaite : si sa célébrité grandit, sa vie de couple se détériore. 

### Épisode 7:Pilotage automatique
- États-Unis : 12 mai 2013
- Québec : 23 juillet 2014 à Télé-Québec

- États-Unis : 2,36 millions de téléspectateurs[7]

Juin 1968. 
Le beau-père de Peter enlève tous ses contrats chez SCDP trop furieux de l'avoir croisé en compagnie de prostituées. Pour se venger, Peter révèle à Trudy qu'il a vu son père en compagnie d'une prostituée noire obèse au bordel.
Don décide de fusionner avec l'agence de Ted Chaough afin d'avoir une agence plus puissante. La fusion des deux agences lance une grande vague de remaniement et de réorganisation, y compris des licenciements. A
lors que Chaough essaie de s'accommoder du fonctionnement de SCDP, Don préfère s'éclipser pour jouer avec sa maitresse, Sylvia, et le laisse se débrouiller. 

### Épisode 8:En roue libre
- États-Unis : 19 mai 2013
- Québec : 30 juillet 2014 à Télé-Québec

- États-Unis : 2,16 millions de téléspectateurs[8]

Sylvia décide de mettre un terme à sa relation avec Don mais il a beaucoup de mal à accepter la rupture. 
SCDP va vivre un week-end de folie pure : à cause des dirigeants de Chevrolet qui leur impose des conditions impossibles et ont provoqué un accident de voiture avec Ken Cosgrove, l'équipe créative va consacrer trois jours à ce dossier, aidée par un médecin qui va donner un stimulant de son crû (probablement de la drogue). 

### Épisode 9:L'un sans l'autre
- États-Unis : 26 mai 2013
- Québec : 6 août 2014 à Télé-Québec

- États-Unis : 1,88 million de téléspectateurs[9]

### Épisode 10:À l'ouest
- États-Unis : 2 juin 2013
- Québec : 13 août 2014 à Télé-Québec

- États-Unis : 2,45 millions de téléspectateurs[10]

### Épisode 11:Passe-droit
- États-Unis : 9 juin 2013
- Québec : 20 août 2014 à Télé-Québec

- États-Unis : 2,17 millions de téléspectateurs[11]

### Épisode 12:Pure pitié
- États-Unis : 16 juin 2013
- Québec : 27 août 2014 à Télé-Québec

- États-Unis : 2,06 millions de téléspectateurs[12]

À la suite d'un accident de chasse causé par les gens de Chevrolet, Ken perd un œil et veut se retirer du contrat. Pete y voit une occasion mais les associés veulent qu'il travaille avec Bob. 
Don essaie de renouer avec Megan en s'investissant moins dans le travail. 
Sally veut s'éloigner de son père et ne vient plus chez lui. Elle décide d'aller dans un internat. 

### Épisode 13:À vos bons soins
- États-Unis : 23 juin 2013
- Québec : 3 septembre 2014 à Télé-Québec

- États-Unis : 2,69 millions de téléspectateurs[13]

Thanksgiving 1968. Avec les nouveaux contrats qui arrivent chez Sterling Cooper & Partners, de nouvelles occasions se présentent pour les partenaires. La possibilité de travailler dans une petite antenne à Los Angeles fait des envieux, mais pour différentes raisons. Stan fait part de sa volonté à Don de prendre le poste. Après une dispute avec Peggy qui le traite de "monstre", Don se soule dans un bar et finit en cellule de dégrisement pour avoir frappé un prêtre. Lorsqu'il rentre chez lui, il réalise qu'il a touché le fond et pense que s'installer à LA serait l'occasion de recommencer à zéro. Megan accepte et démissionne de son travail. Don l'annonce au travail. 
La femme de Ted passe au bureau et Peggy, jalouse de les voir ensemble, décide de provoquer Ted. Elle s'habille de manière sexy et prétend avoir un rencard. Le soir, Ted l'attend devant chez elle, lui révèle ses sentiments et ils couchent ensemble. Il lui annonce qu'il va quitter sa femme. Mais le lendemain, Ted annonce à Don qu'il veut le poste à LA pour vivre éloigné de Peggy. 
Don craque pendant la présentation des chocolats Hershey's en révélant son passé, et laisse le poste à Ted. 